# Jianshi (Hsinchu)
Jianshi (chinesisch 尖石鄉, Pinyin Jiānshí Xiāng) ist eine Landgemeinde (鄉,  Xiāng) im Landkreis Hsinchu in der Republik China (Taiwan).

## Beschreibung
Jianshi liegt im Binnenland im Südosten des Landkreises Hsinchu. Mit 528 km² ist es die flächenmäßig größte Gemeinde und nimmt mehr als ein Drittel der Landkreisfläche ein, beherbergt mit weniger als 10.000 Einwohnern aber nur knapp 2 Prozent seiner Bevölkerung.
Die benachbarten Gemeinden sind im Landkreis Hsinchu Hengshan und Wufeng im Westen, sowie Guanxi im Norden, in der Stadt Taoyuan der Stadtbezirk Fuxing im Nordosten, im Landkreis Yilan Datong im Südosten, in der Stadt Taichung der Stadtbezirk Heping im Süden und im Landkreis Miaoli Tai’an im Südwesten. Jianshi liegt im Bereich der südwestlichen Ausläufer des Xueshan-Gebirges. Vom südlichen Heping wird Jianshi durch eine Kette mehrerer hoher Berggipfel getrennt. Der höchste ist mit 3524 m der Pintianshan (品田山). 
Naturgeografisch kann Jianshi in zwei Teile unterteilt werden (s. u.): Qianshan (前山 – „vordere(r) Berg(e)“) und Houshan (後山 – „hintere(r) Berg(e)“).
Im südöstlichen Abschnitt hat Jianshi einen kleinen Anteil am Shei-Pa-Nationalpark (insgesamt 5416 ha).

## Geschichte
Der Gemeindename Jianshi (wörtl. „spitzer Stein“) leitet sich von einem etwa 35 m hohen und 20 m breiten Felsbrocken ab, der am Zusammenfluss der kleinen Flüsse Naluo (那羅溪,  Nàluó xī) und Jiale (嘉樂溪,  Jiālè xī) gelegen ist. Die ursprünglichen Bewohner der Gegend waren Angehörige indigener austronesischer Völker, die erst zur Zeit der japanischen Kolonialherrschaft (1895–1945) nach teilweise hartnäckigem Widerstand unterworfen wurden. Während der japanischen Zeit erfolgte am 1. Oktober 1920 eine Verwaltungsreform, die Jianshi administrativ zu einem Teil des Kreises Zhudong (竹東郡) in der Präfektur Shinchiku machte. Nach Übernahme der Insel Taiwan durch die Republik China im Jahr 1945 wurde Jianshi am 1. März 1946 als ‚Landgemeinde‘ (鄉,  Xiāng) im neu gebildeten Landkreis Hsinchu organisiert.
| Gliederung Jianshis |
|                     |

## Verwaltungsgliederung

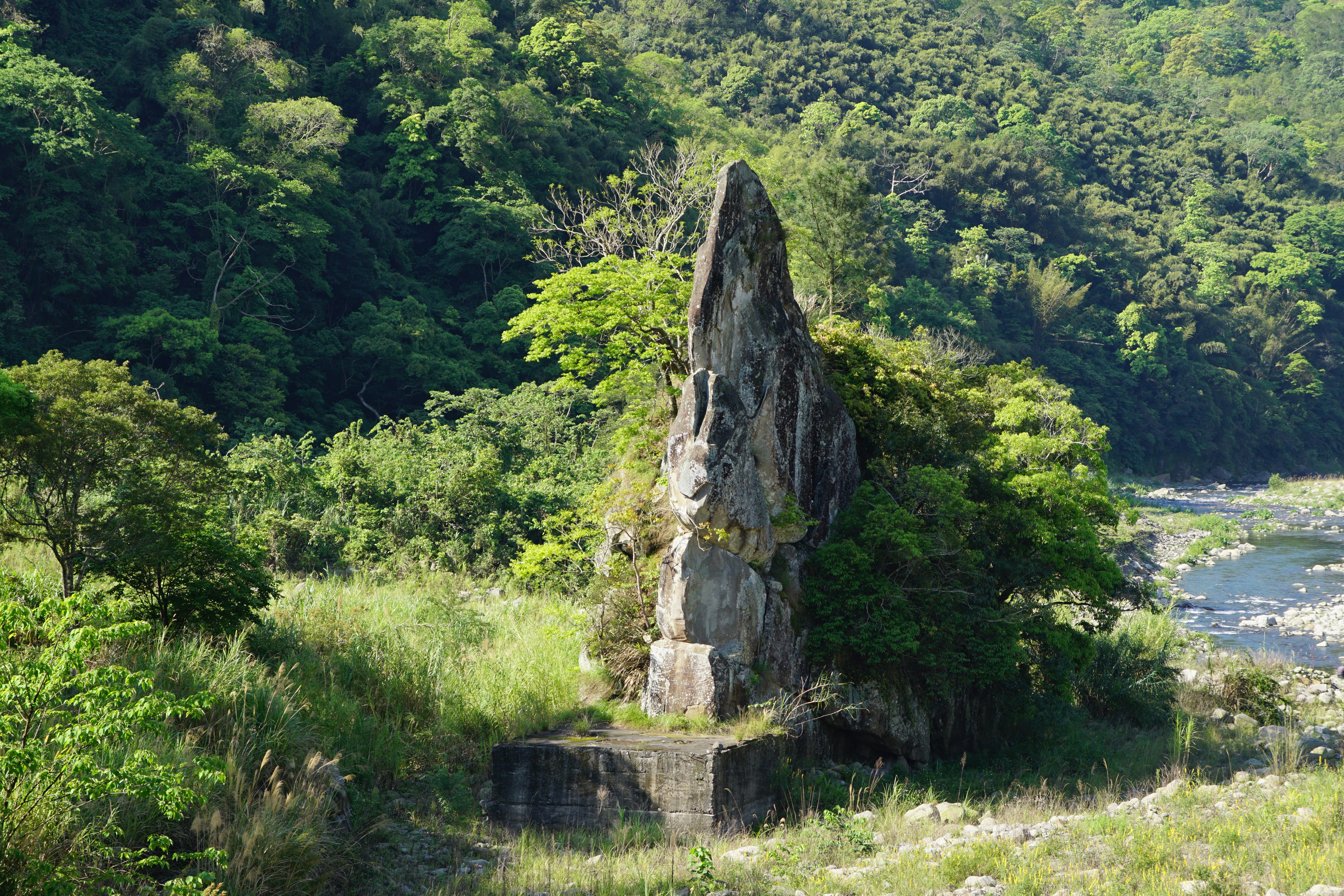
Der namensgebende „spitze Stein“

Jianshi ist in sieben Dörfer gegliedert: 
1 Yixing (義興村)

2 Jiale (嘉樂村)

3 Xinle (新樂村)

4 Jinping (錦屏村)

5 Meihua (梅花村)

6 Xiuluan (秀巒村)

7 Yufeng (玉峰村)
Der Verwaltungssitz befindet sich in Jiale. Die fünf Dörfer Xinle, Jiale, Jinping, Yixing und Meihua bilden die Region Qianshan und die zwei Dörfer Yufeng und Xiulan bilden die Region Houshan.

## Bevölkerung
Die Bevölkerungsmehrheit besteht aus Angehörigen indigener Völker, vor allem Atayal. Ende 2018 waren dies 8490 Personen (85–90 %). Die restliche Bevölkerung besteht vor allem aus Hakka.

## Verkehr
Einzige überregionale Straße ist die Kreisstraße 120, die von Westen aus Hengshan kommend nach Jiasnhi führt und dort durch die Dörfer Jiale und Xinle verläuft, wo sie endet.

## Besonderheiten
Der namensgebende „spitze Stein“ () im Dorf Jiale ist ein Touristenziel. Ein weiterer markanter Felsen ist der Junjian-Felsen (軍艦岩,  Jūnjiàn yán – „Kriegsschiff-Felsen“ ) im Dorf Xiuluan. Unweit davon befinden sich mehrere heiße Quellen. Weitere heiße Quellen gibt es im Dorf Jinping (). Stellenweise finden sich sehr alte Wälder, u. a. mit mehr als 2000 Jahre alten roten Formosa-Scheinzypressen, die zu den ältesten Bäumen in ganz Taiwan gehören.
Eine historische Sehenswürdigkeit sind die Überreste des alten Forts Tapung im Dorf Yufeng an der Grenze zum Stadtgebiet von Taoyuan (früher japan. Lidonsan, chin. 李崠古堡,  Lǐdōng gǔ bǎo, ), einer ehemaligen japanischen befestigten Polizeistation im entlegenen Bergland von Jianshi, die Anfang des 20. Jahrhunderts Schauplatz von Kämpfen zwischen den Japanern und den einheimischen Atayal war.
Die Atayal-Siedlung Smangus (chin. 司馬庫斯,  Sīmǎkùsī, ) in Xiuluan ist eine auf einem abgelegenen, ca. 1500 m über dem Meer befindlichen Plateau gelegene Kibbuz-ähnliche Dorfgemeinschaft, die sich dem Öko- und Naturtourismus verschrieben hat.

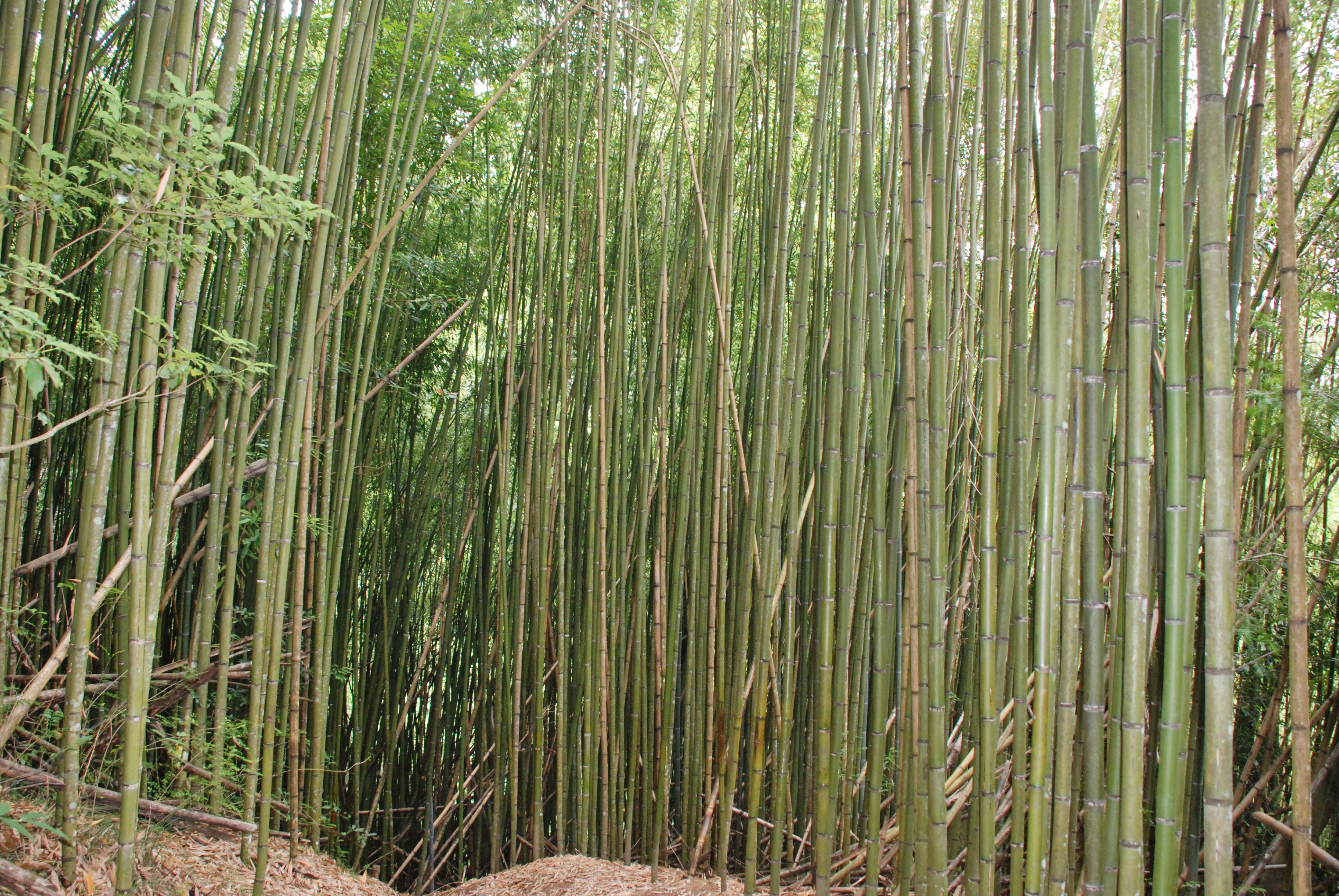
Bambuswald im Dorf Yufeng
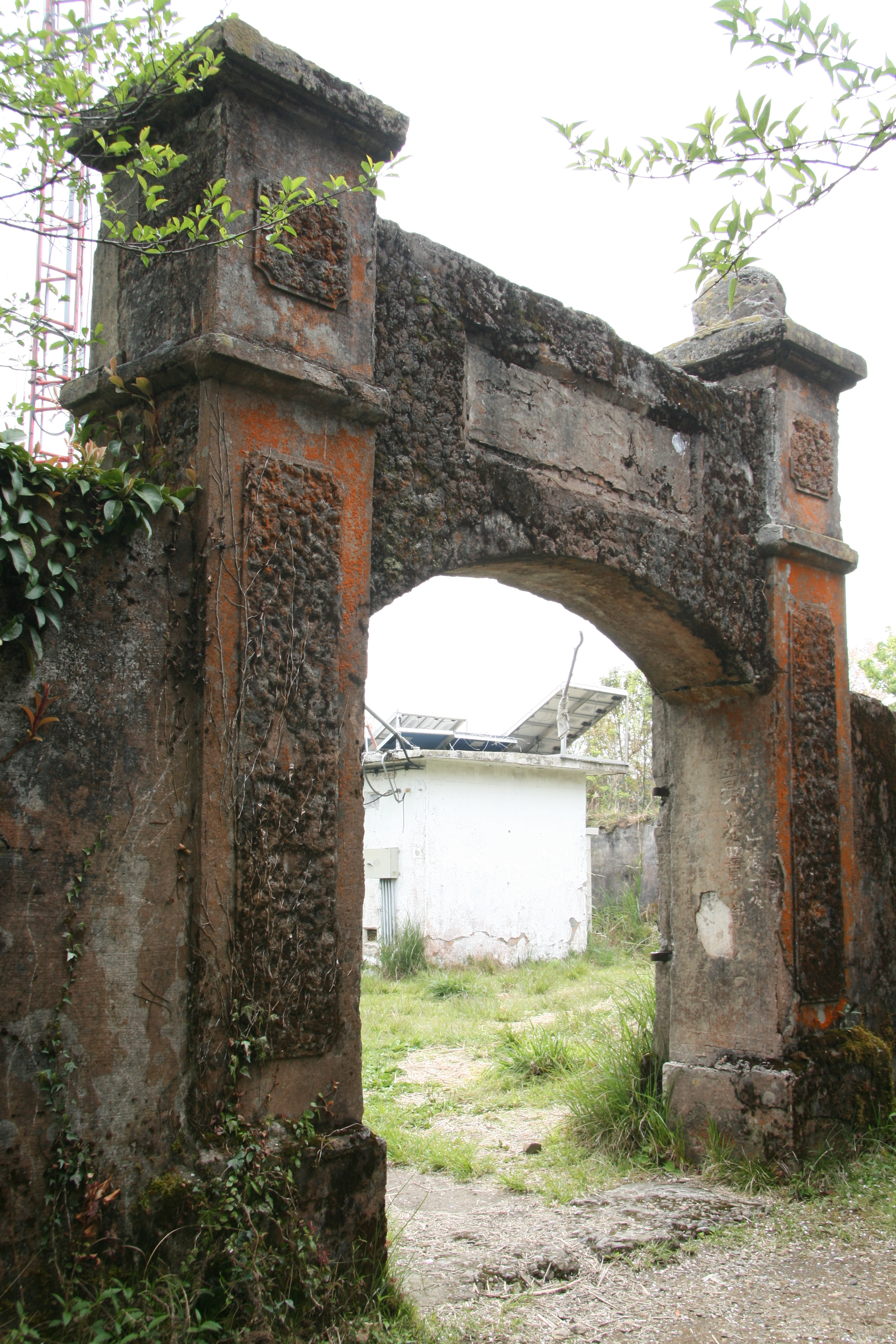
Eingangstor zum Fort Tapung
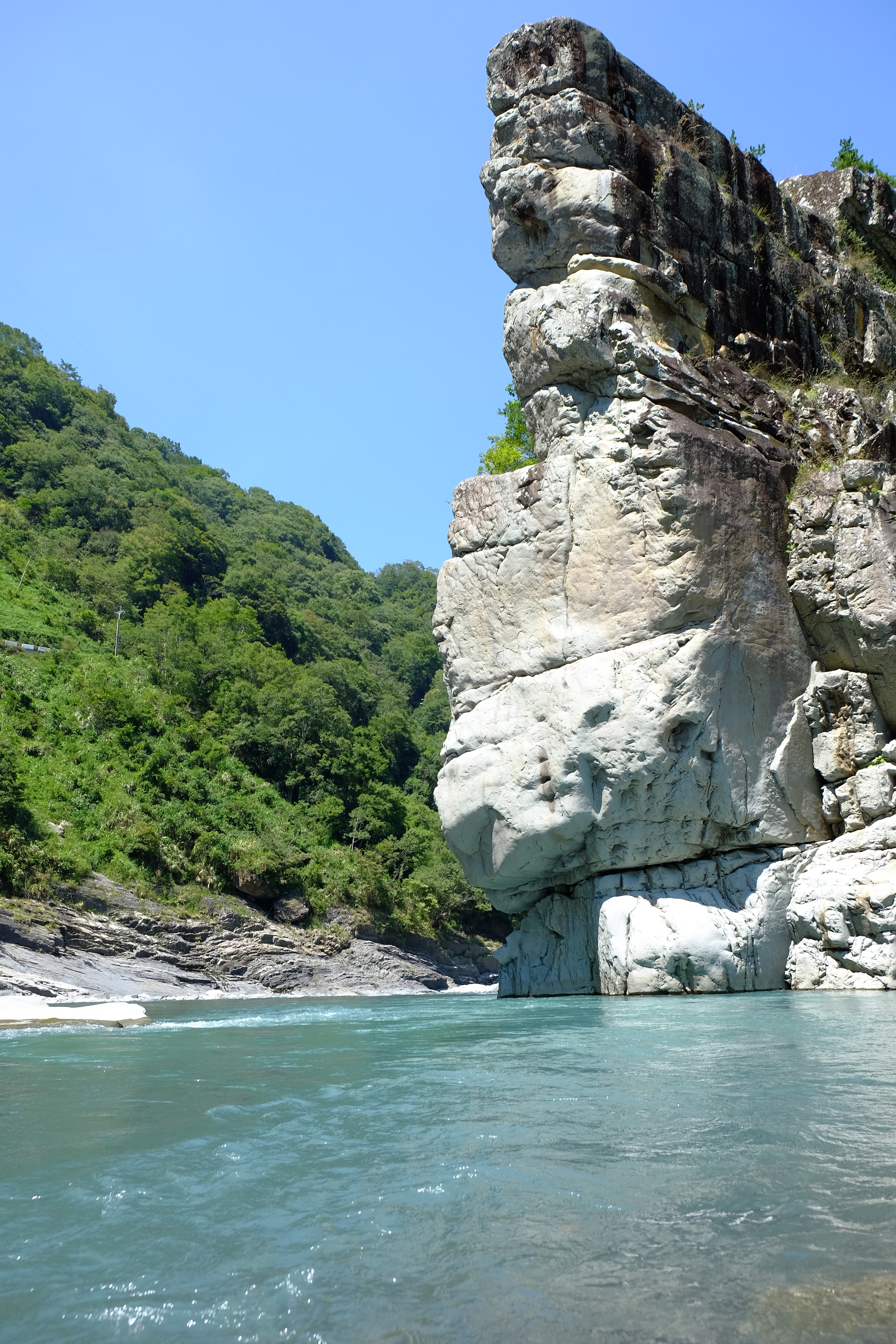
Junjian-Felsen
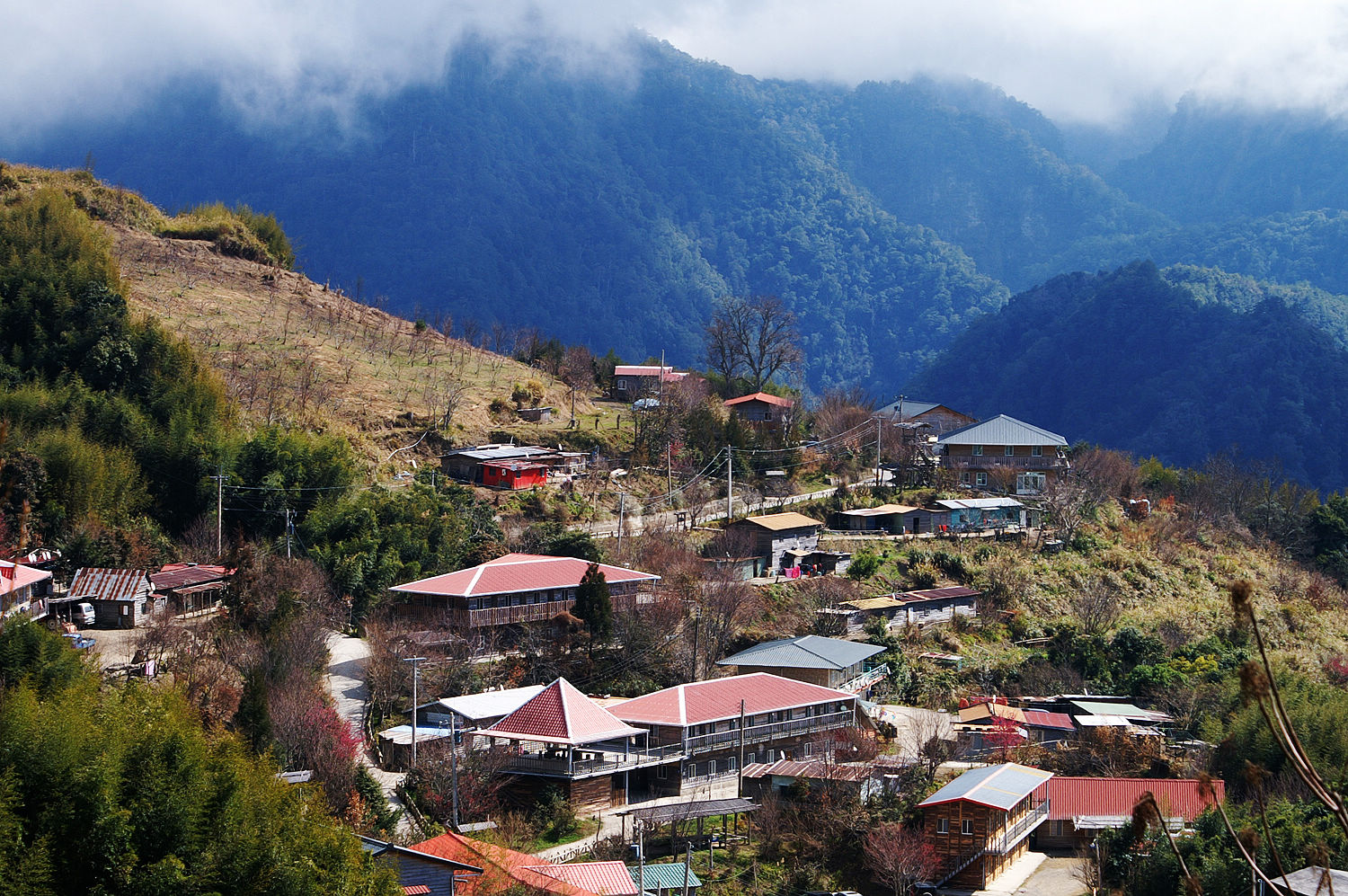
Smangus